# Hot Time / A. ~answer~
Singles de Misono
LOVELY CAT'S EYE
(2006) Pochi
(2007)
Hot Time / A. ~answer~ est le 5e single de Misono sorti sous le label Avex Trax le 7 février 2007 au Japon. Il atteint la 22e place du classement de l'Oricon, il reste classé pendant 4 semaines, pour un total de 8 445 exemplaires vendus. Il sort en format CD et CD+DVD.
A. ~answer~ a été utilisé comme thème musical pour Girls meet Beauty sur MTV. A. ~answer~ se trouve sur l'album never+land et Hot Time se trouve sur l'album Sei -say-.

## Liste des titres
Toutes les paroles sont écrites par Misono.
| 1. | Hot Time (ホットタイム)                  | Yasuhiro Abe, HIDEYUKI Daichi SUZUKI | 5:06 |
| 2. | A. ~answer~                              | Misono & Akira Murata                | 4:00 |
| 3. | Hot Time （Instrumental） (ホットタイム) | Yasuhiro Abe, HIDEYUKI Daichi SUZUKI | 5:06 |
| 4. | A. ~answer~ （Instrumental）             | Misono & Akira Murata                | 3:56 |

| 1. | Hot Time (ホットタイム) |  |
| 2. | A. ~answer~             |  |